# Párizsi főegyházmegye
A Párizsi főegyházmegye (franciául: Archidiocèse de Paris, latinul: Archidioecesis Parisiensis) a római katolikus egyház egyik metropóliai főegyházmegyéje Franciaországban. Érseki széke Párizsban található. Metropolita érseke 2022. április 26-a óta Laurent Ulrich. Kettő segédpüspöke van: Philippe André Yves Marsset lamzellai és Thibault Verny thibicai címzetes püspök. A két nyugalmazott püspöke Michel Aupetit, az előző érsek és André Armand Vingt-Trois. Főszékesegyháza a Cité-szigeten álló Notre Dame, amely a 2019-es tűzeset óta felújítás alatt áll. A főegyházmegyének hét szuffragán egyházmegyéje van: Créteil-i, az Évry-Corbeil-Essonnes-i, a Meaux-i, Nanterre-i, a Pontoise-i, a Saint-Denis-i és a Versailles-i egyházmegye.

## Története
A hagyomány szerint a Párizsi püspökséget a 3. században alapította Párizsi Szent Dénes, aki Párizs első püspöke lett. A püspökség a Versailles-i egyházmegye szuffragán egyházmegyéje volt, amelyet I. Károly frank császár támogatott. A Párizsi egyházmegyét 1622. október 20-ig nem emelték érseki rangra. 1674-től Párizs érseke a Saint-Cloud hercegének világi címét is használta. A francia forradalom idején az érseki hivatalt 1793-tól 1798-ig eltörölték, csakúgy, mint a nemesi címét.

## Szomszédos egyházmegyék
- Nanterre-i egyházmegye (északnyugat)
- Saint-Denis-i egyházmegye (északkelet)
- Créteil-i egyházmegye (délkelet)

## Fordítás
Ez a szócikk részben vagy egészben  az   Arcidiecéze pařížská című cseh Wikipédia-szócikk ezen változatának fordításán alapul.  Az eredeti cikk szerkesztőit annak laptörténete sorolja fel. Ez a jelzés csupán a megfogalmazás eredetét és a szerzői jogokat jelzi, nem szolgál a cikkben szereplő információk forrásmegjelöléseként.